# Симплегма
Код Плинија Старијег, појам симплегма (од грчког σύμπλεγμα, »сплет«, »преплитање«) је употребљен приликом коментарисања Кефисодотовог сплета фигура ухваћених у руке из Пергама, за које је исти рекао да остављају утисак прстију који су се приљубили пре уз тело него уз мрамор.
Код Марцијала је симплегма употребљена у следећем контексту:
|  | О’ Сабинче, о разузданима си ми одвећ течне читао стихове: За какве ни дидимске девојке не знају нити бесрамне Елефантидине књижице. Oнде се збивају нове љубавне игре каквих би се развратни похотљивац латио: ... |